# Lobularia nadmorska
Lobularia nadmorska, smagliczka nadmorska (Lobularia maritima) – gatunek roślin kwitnących z rodziny kapustowatych. Roślina ta naturalnie występuje w regionie Śródziemnomorskim (Wyspy Kanaryjskie, Azory) i we Francji. Jest powszechnie uprawiana wszędzie tam, gdzie występuje klimat umiarkowany, bardzo popularna w Stanach Zjednoczonych. Jest rośliną miododajną.

## Etymologia
Nazwa Lobularia pochodzi od greckiego słowa oznaczającego "mały strąk", co odnosi się do kształtu jej owoców. Nazwa gatunku maritima odnosi się siedlisk przybrzeżnych, na których występuje.

## Morfologia i biologia

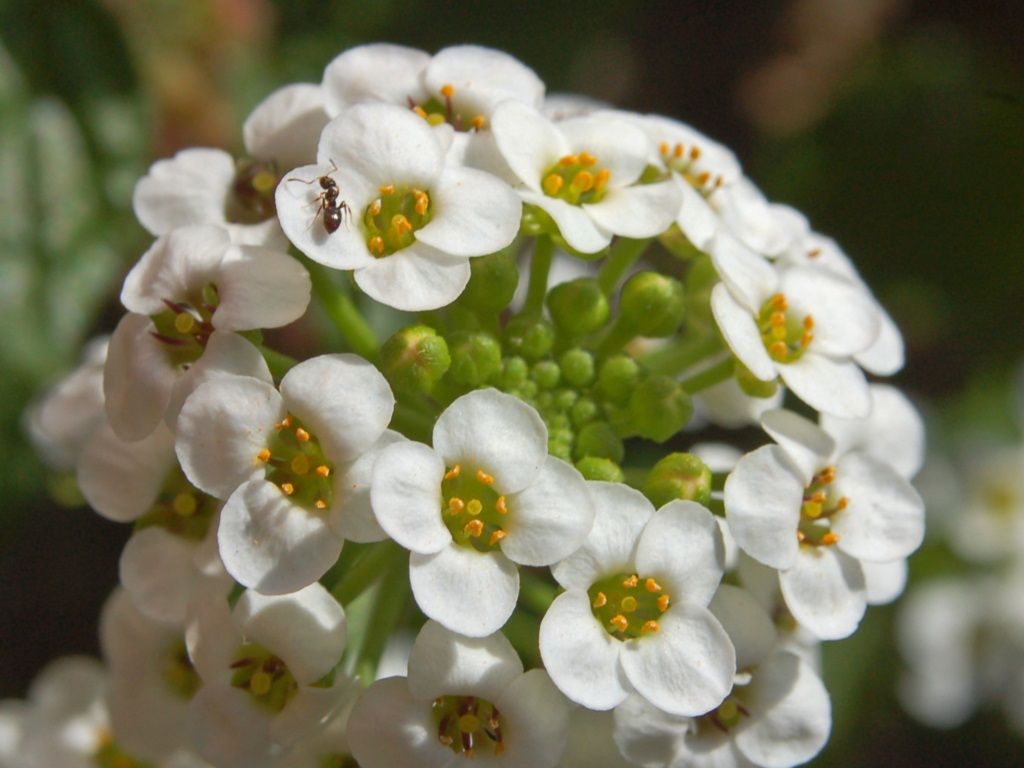
Kwiaty

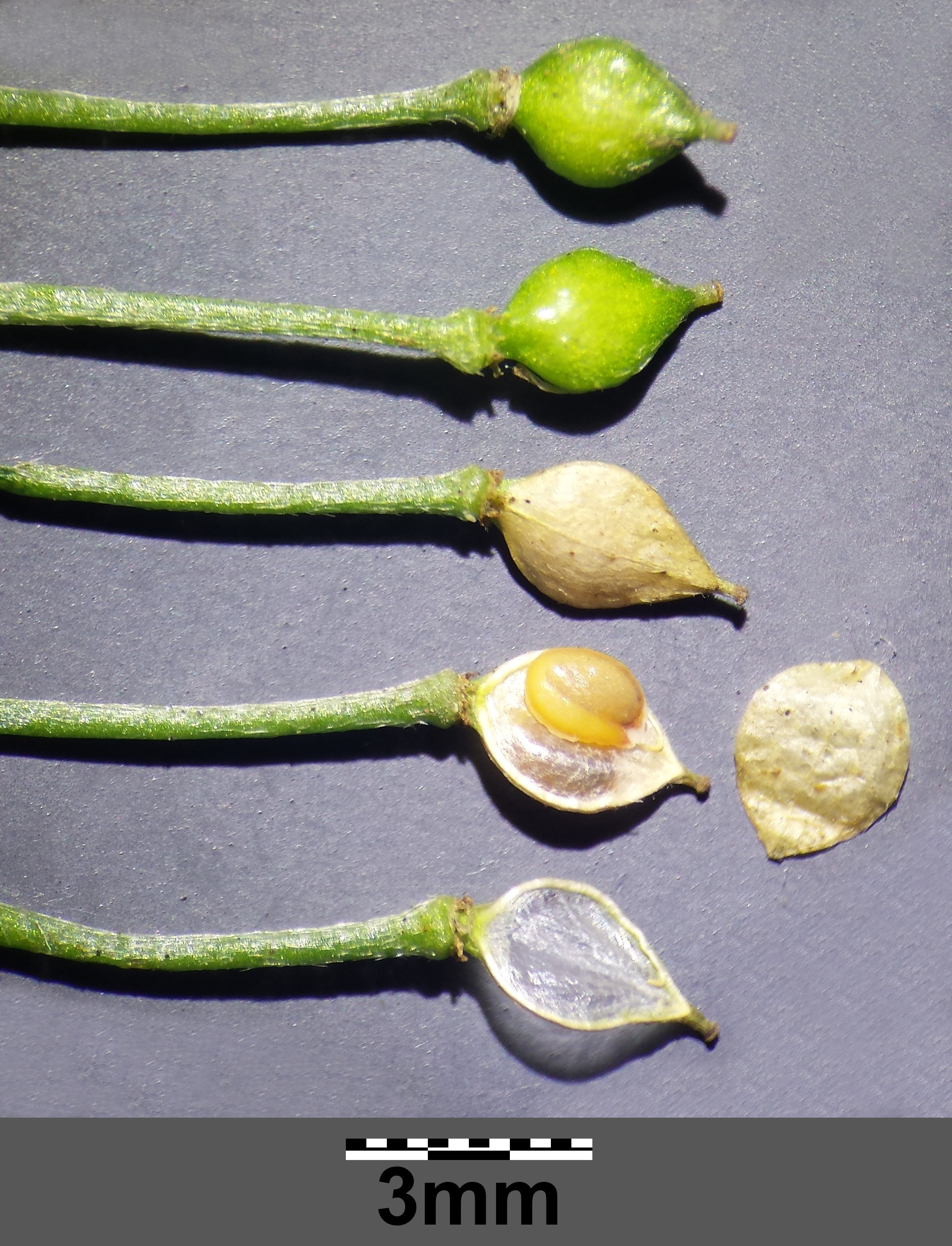
Owoce

PokrójRoślina jednoroczna (czasami udaje się ponownie uprawiać ją jako wieloletnią roślinę), osiąga od 5 do 30 cm wysokości.
ŁodygaBardzo rozgałęziona, z gęstymi gronami małych kwiatów.
LiścieMają od 1 do 4 mm długości i od 3 do 5 mm szerokości, są naprzemianległe, siedzące, dość owłosione, jajowate do lancetowatych.
KwiatyOsiągają około 5 milimetrów średnicy, są pachnące, o smaku przypominającym miód, z czterema białymi, okrągłymi płatkami (lub rzadziej różowymi, różowo-czerwonymi, fioletowymi i liliowymi). Kwiaty pojawiają się przez cały sezon wegetacyjny lub przez cały rok w pomieszczeniach o temperaturze pokojowej. Są zapylane przez owady.
OwoceLiczne, podłużne strąki. Rozprzestrzenianie nasion odbywa się za pomocą wiatru.

## Ekologia

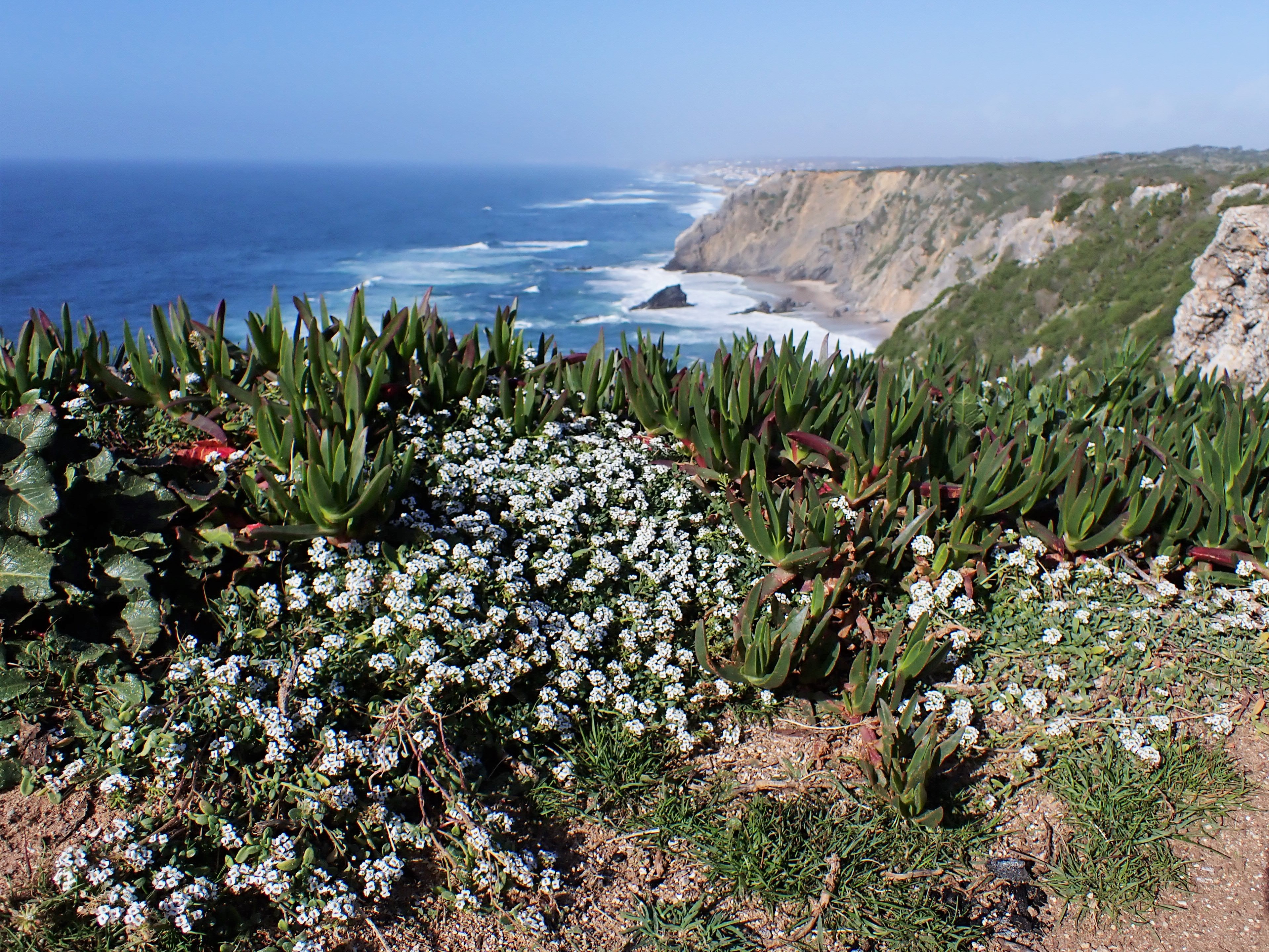
Lobularia nadmorska na wybrzeżu Portugalii

Najczęściej występuje na piaszczystych plażach, ale może również rosnąć na polach uprawnych i nieużytkach, głównie na wapiennej glebie, na wysokości do 300 metrów nad poziomem morza.

## Uprawa
Uprawiana jest w ogrodach, przy czym wiele z ogrodowych odmian ma kwiaty o barwach fioletowych lub różowych. Rośliny najlepiej sadzić wczesną wiosną. Lobularia nie wymaga dużej opieki w uprawie. Choć jest to roślina jednoroczna, to może być uprawiana przez kilka sezonów w klimacie umiarkowanym. Kwitnie bardziej obficie, gdy jest przycinana. Przy uprawie w ogrodzie jest powszechnie stosowana jako roślina okrywowa, ponieważ bardzo rzadko wyrasta powyżej 20 cm. Jest również uprawiana w szczelinach kostki brukowej. Preferuje półcień, jest odporna na upał i suszę.

## Galeria

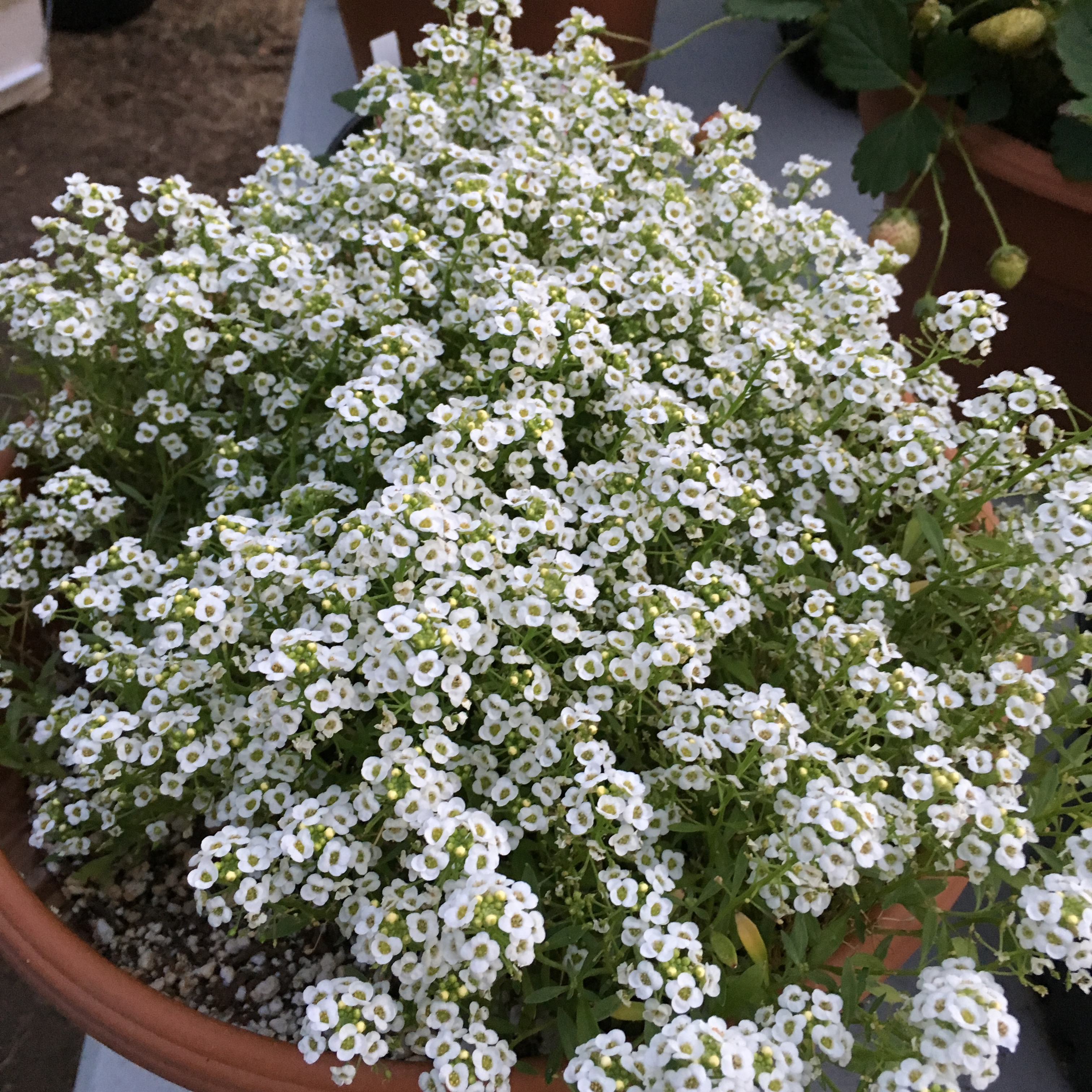
Odmiana 'Giga White'
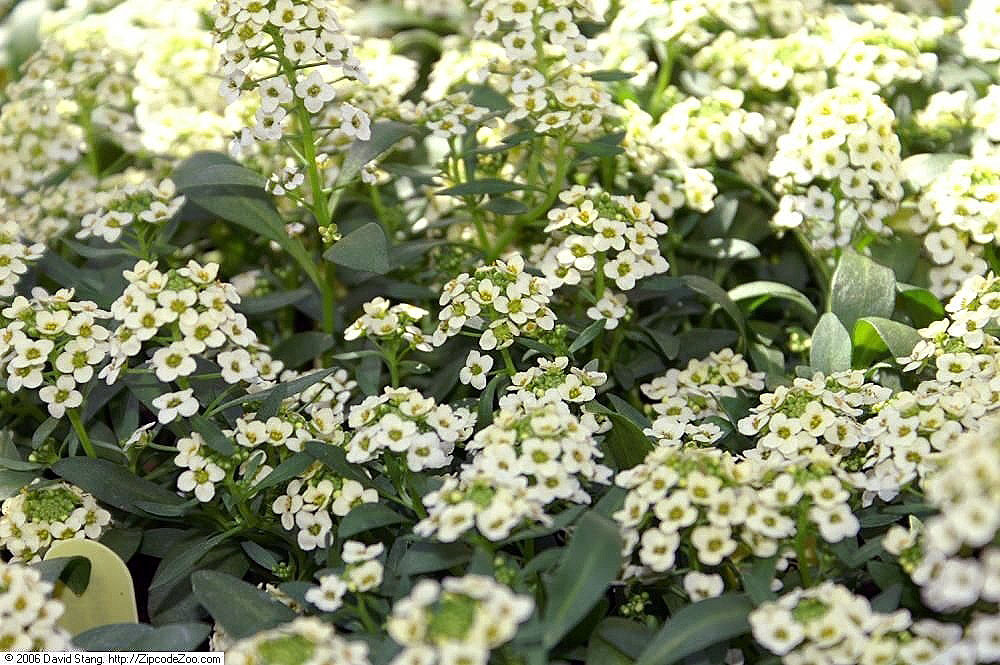
Odmiana 'Aphrodite Lemon'
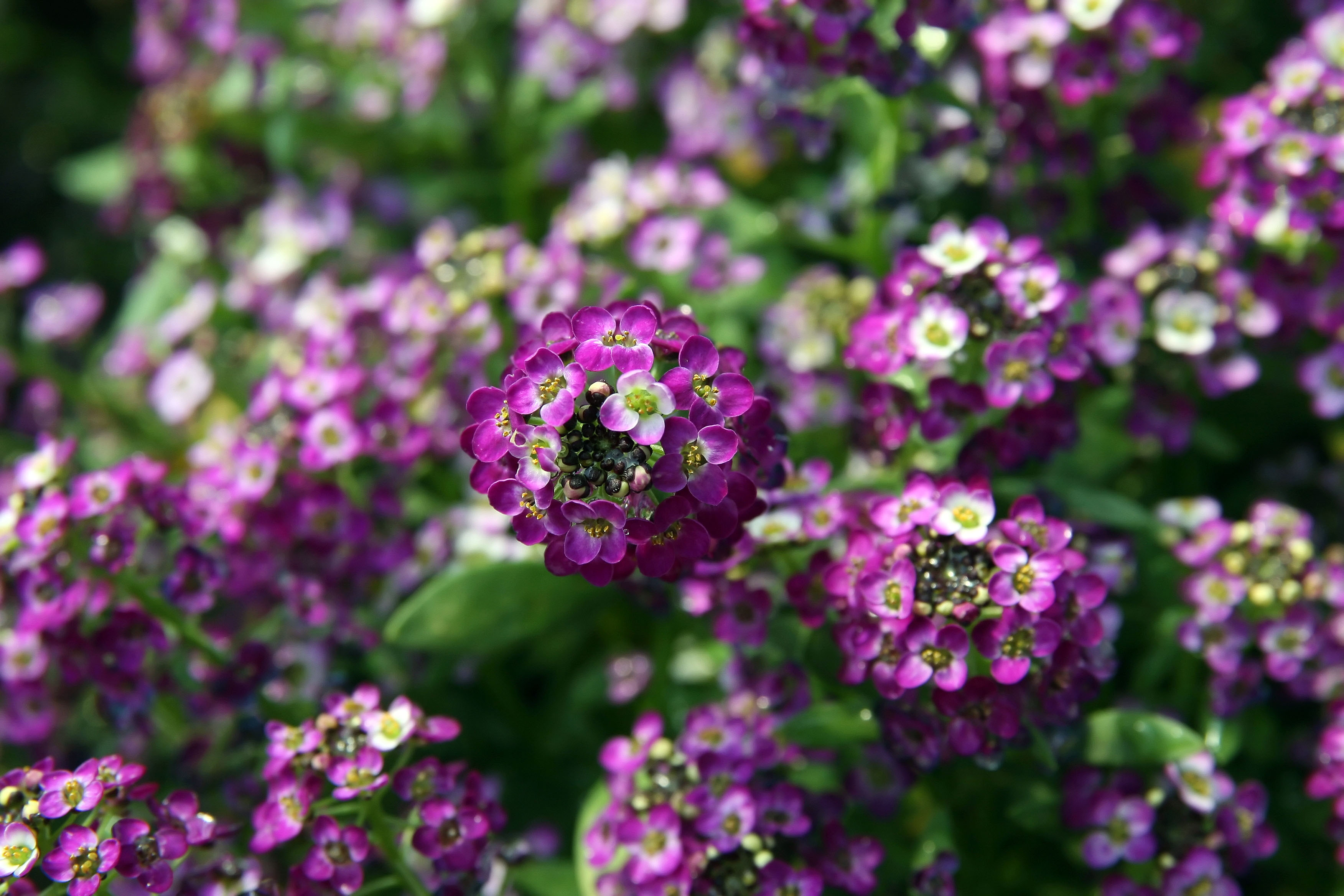
Odmiana 'Easter Bonnet Violet'
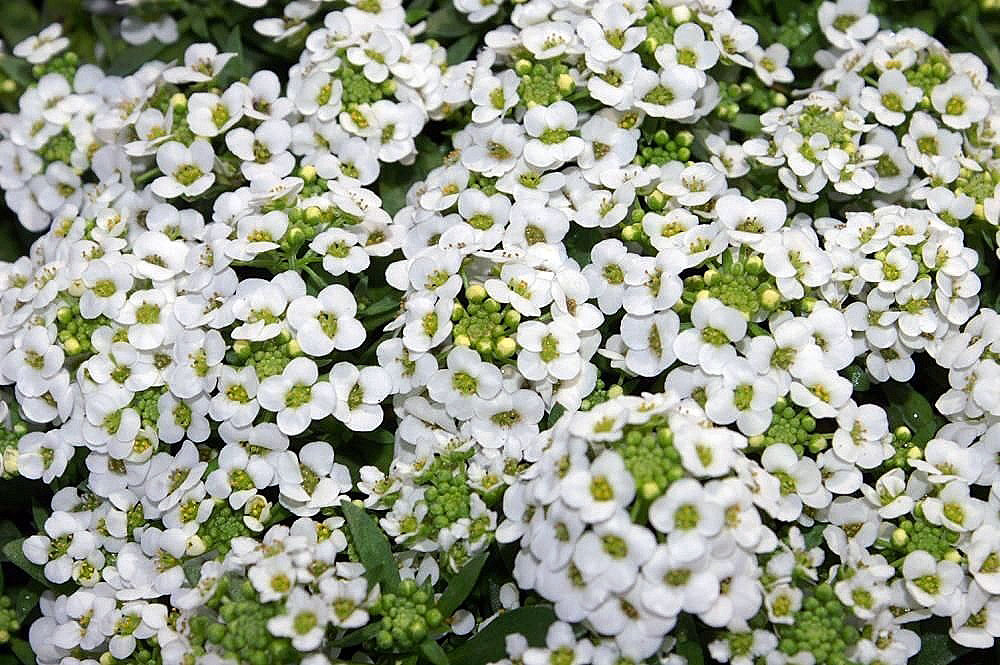
Odmiana 'Easter Bonnet White'
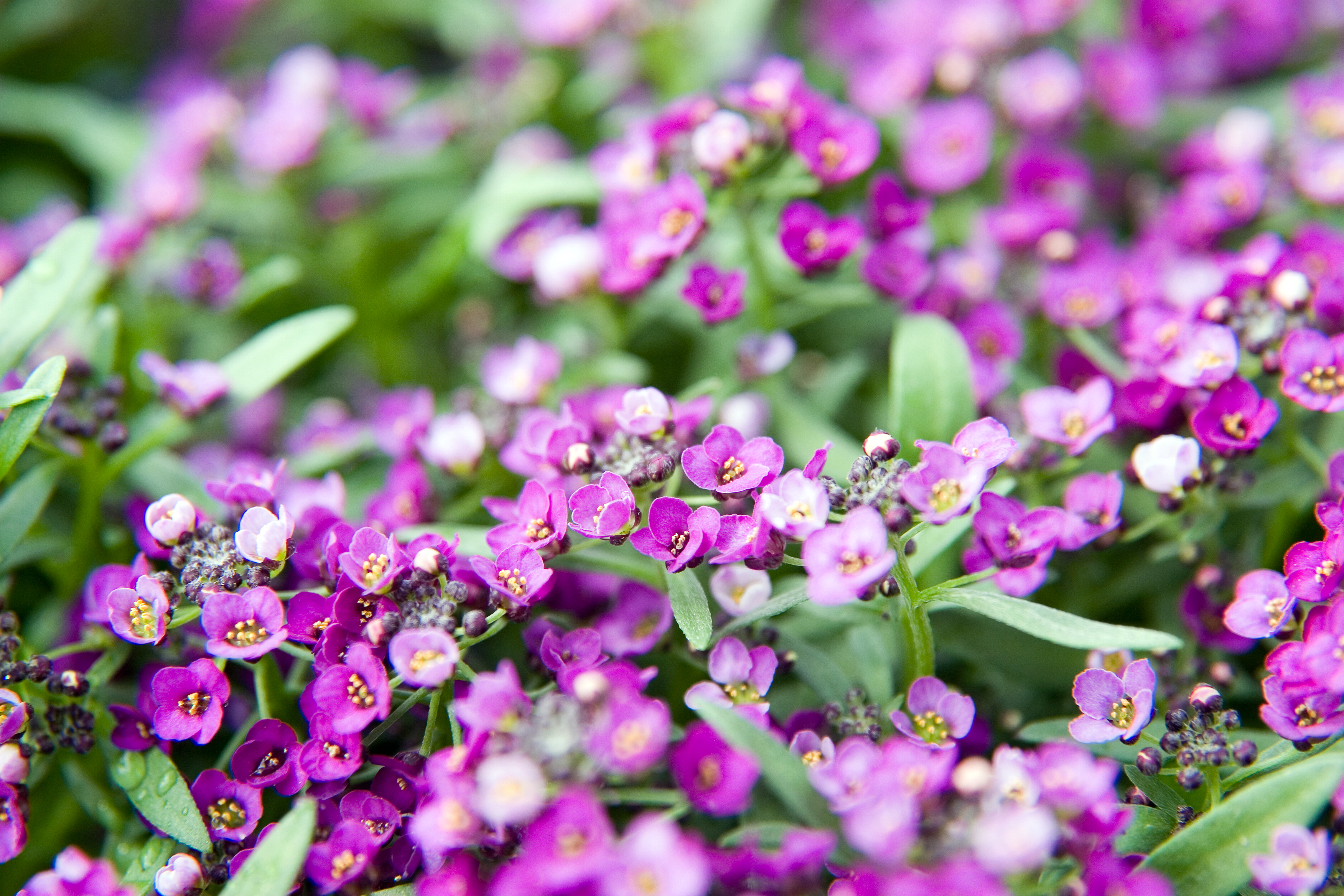
Odmiana 'Wonderland Blue'